# Club Atlético Colegiales
O Club Atlético Colegiales é um clube paraguaio de futebol, de Assunção. Foi fundado em 7 de Janeiro de 1977 e atualmente joga na Segunda Divisão do Campeonato Paraguaio de Futebol. Seu estádio é o Luciano Zacarías com capacidade para 15 mil espectadores. As cores do clube são vermelho, azul e branco.
O clube foi fundado pela Gran Librería el Colegio, maior rede de livrarias e colégios da capital paraguaia. A ideia dos dirigentes era colocar o mesmo nome da empresa no clube, mas a Liga Paraguaia vetou.

## Títulos
- Segunda Divisão Paraguaia: 1982
- Terceira Divisão Paraguaia: 1979 e 2008
- Torneo República: 1990

## Participações em torneios internacionais
- Copa Libertadores: 1991 e 2000
- Copa Conmebol 1995: semifinalista